# Lipowa
Lipowa è un comune rurale polacco del distretto di Żywiec, nel voivodato della Slesia.
Ricopre una superficie di 58,08 km² e nel 2004 contava 9 630 abitanti.